# Městský stadion u Ploučnice
Městský stadion u Ploučnice – wielofunkcyjny stadion w Czeskiej Lipie, w Czechach. Został otwarty 16 sierpnia 1959 roku. Może pomieścić 5000 widzów. Swoje spotkania rozgrywają na nim piłkarze klubu FK Arsenal Česká Lípa.
Obiekt wybudowano w dużej mierze w czynie społecznym (tzw. „Akcja Z”), a jego otwarcie miało miejsce 16 sierpnia 1959 roku. Na inaugurację Spartak Česká Lípa pokonał Slovan Hrádek nad Nisou 5:1. 29 października 1959 roku drugi klub piłkarski z Czeskiej Lipy, TJ Lokomotiva Česká Lípa, rozegrał na tym stadionie sparing z reprezentacją Czechosłowacji, który przegrał 1:7. Spartak i Lokomotiva swoje spotkania rozgrywały wówczas na boisku położonym niedaleko głównej stacji kolejowej w mieście. W 1960 roku kluby te połączyły się, tworząc zespół o nazwie „Spoza” („Spojené závody”), który występował już na nowym stadionie. Pod koniec 1962 roku Lokomotiva oddzieliła się jednak od Spozy, tworząc ponownie osobny klub, który powrócił na boisko przy dworcu kolejowym. Spoza kontynuowała natomiast grę na stadionie miejskim. W latach 70. XX wieku klub ten zmienił nazwę na Vagónka. W 1979 roku zespół awansował na drugi poziom rozgrywkowy, gdzie występował do roku 1987. Ponownie klub z Czeskiej Lipy (wówczas pod nazwą 1. FC Brümmer) zagrał na drugim szczeblu rozgrywek po uzyskaniu akcesu do II ligi czeskiej w 1996 roku. Zespół występował w czeskiej II lidze przez trzy sezony, do roku 1999. W roku 1998 drużynę przemianowano na 1. FC Česká Lípa, rok później nazwę zmieniono na FK JABE Česká Lípa, a kolejny rok później na FK Česká Lípa. W roku 2008 w miejsce FK Česká Lípa powstał FK Arsenal Česká Lípa.